# Église Sainte-Rosalie de Tourrette-Levens
L'église Sainte-Rosalie ou église Notre-Dame-de-l'Assomption de Tourrette-Levens dans les Alpes-Maritimes est une église de style baroque du XIIe siècle (la plus ancienne de la région) consacrée à sainte Rosalie (sainte patronne protectrice du village).

## Historique
En 1048, Rostaing d'Apt, seigneur de Tourrette donne une grande partie de ses possessions au castrum et les églises à l'abbaye de Lérins. Il existait au XIe siècle une église à l'intérieur du castrum, probablement à l'emplacement de l'ancienne chapelle des Pénitents et une autre, peut-être à l'emplacement actuel. L'abbaye Saint-Pons de Nice possédait une église au quartier du Colombier.
Au XIIe siècle, l'église est reconstruite au pied du vieux village avec une nef et une abside voûtée en cul-de-four en retrait par rapport aux murs de la nef. L'église est d'abord placée sous le vocable de saint Sauveur ou de la transfiguration de Notre Seigneur. Par la suite, on lui a associé la dédicace à la Vierge. L'église a eu alors deux titulatures, saint Sauveur et Sainte Vierge comme le montrent les actes à partir de 1656. En 1661, l'indult pontifical donne à l'église le nom de Sainte-Marie-de-l'Assomption qu'elle a conservé.
En 1631 après une terrible épidémie de peste qui décime la région, la paroisse de Tourrette se met sous la protection de sainte Rosalie de Palerme. On retrouve la mention de l'autel de Sainte-Rosalie dans des actes à partir de 1658.
Un bref du pape Alexandre VII daté du 23 mars 1658 accorde l'indulgence plénière à qui visite l'église de Tourrette dans des conditions requises. Douze prêtres devaient résider à Tourrette, mais en fait, seuls six étaient présents.
Au XVIIIe siècle, l'église est agrandie. En 1722, on ajoute la nef nord en ouvrant de grandes arcades entre de gros piliers. En 1792, le curé Doneudi fait édifier suivant le même principe la nef sud et fait surélever la nef centrale. Les dates de 1722 et 1792 peuvent se lire sur le portail central et la porte latérale. Le chœur est aménagé. La décoration est inspirée du baroque italien, construites par les Hospitaliers de l'ordre de Saint-Jean de Jérusalem. L'église appartenait à cet ordre.

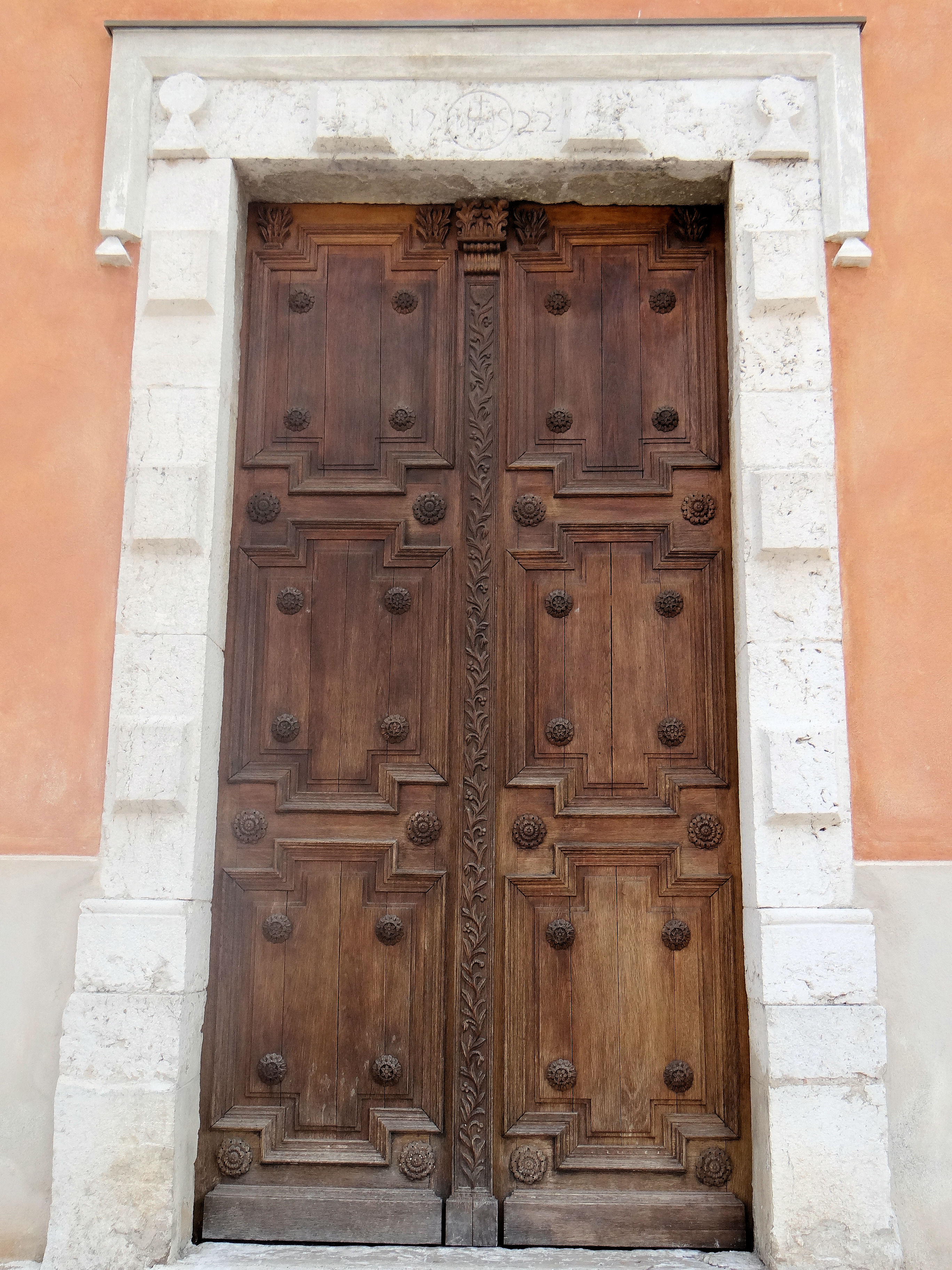
Portail de la nef centrale portant la date de 1722 sur le linteau
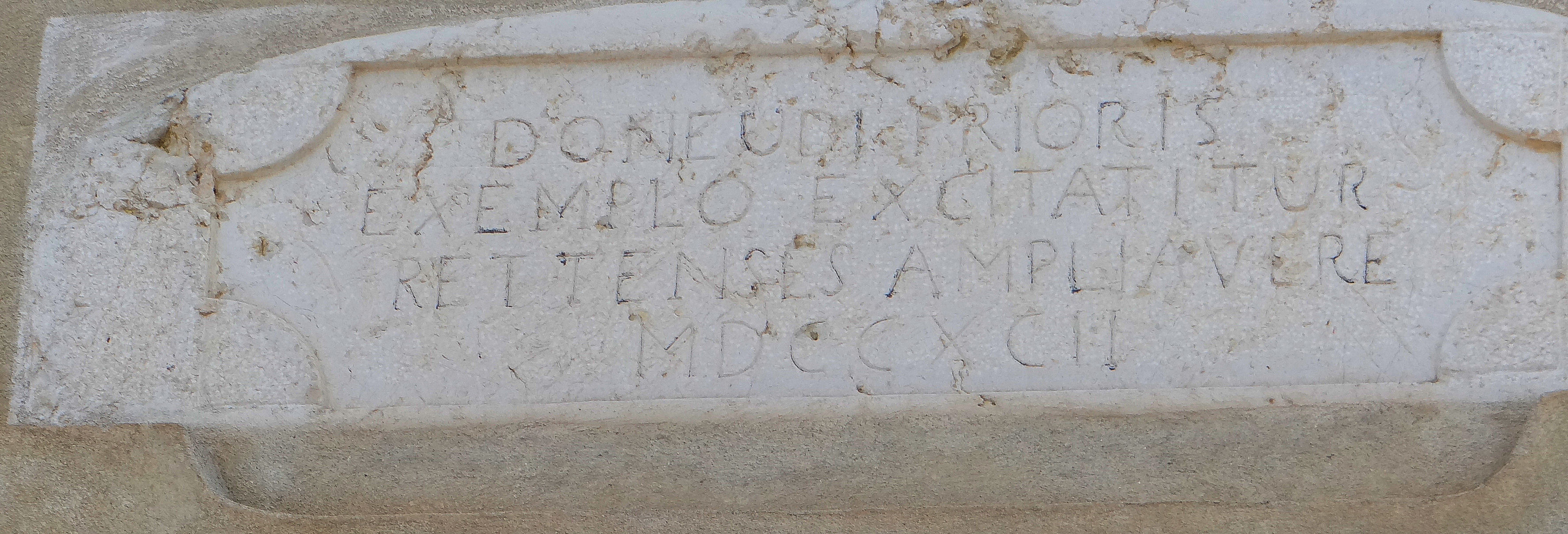
Plaque commémorative placée au-dessus du linteau de la porte latérale sud, et portant la date de 1792
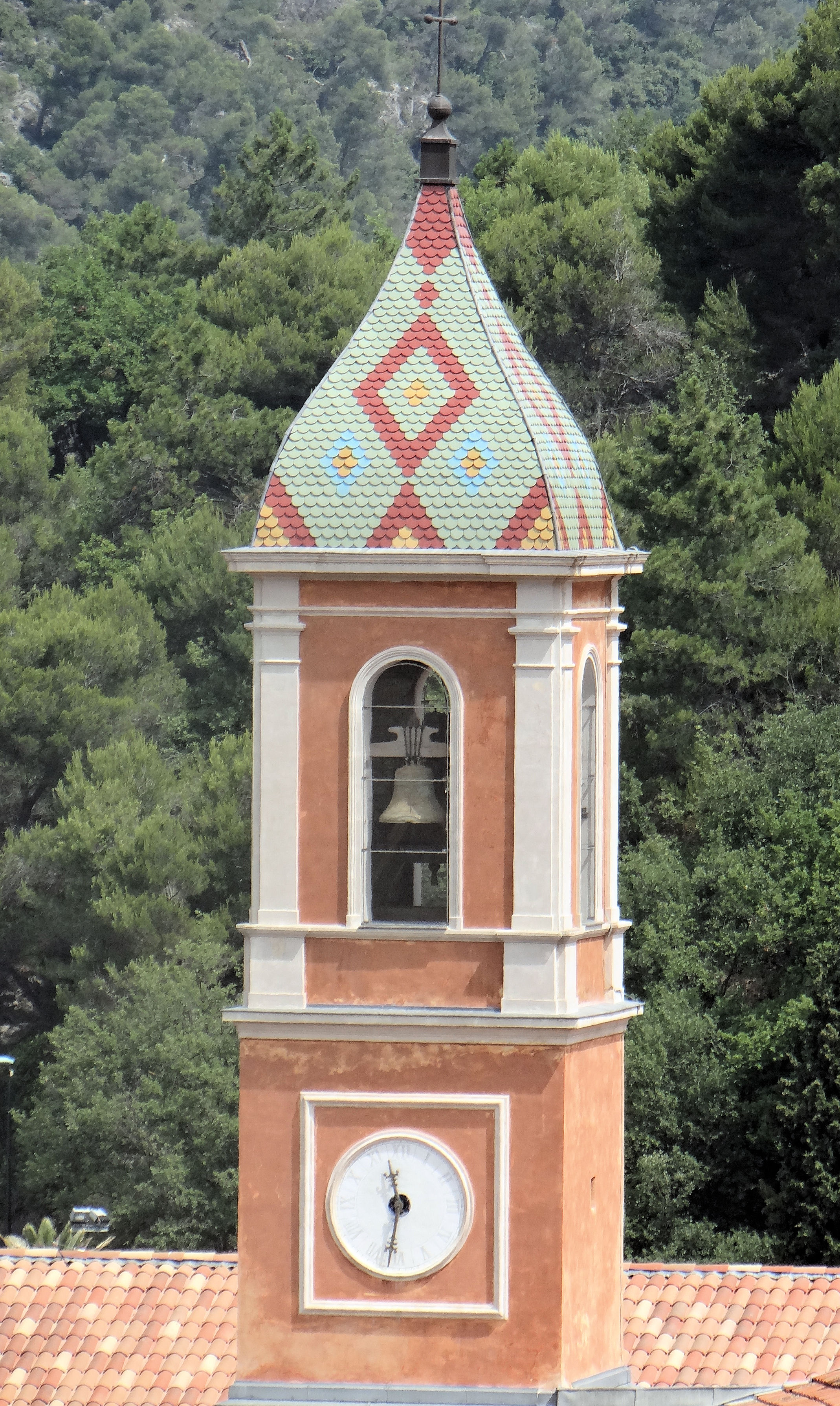
Le clocher

En 1866, la nef est prolongée du côté du maître autel qui est reculé. L'abside est réaménagée. On construit la sacristie. Le nouvel autel est consacré par évêque de Nice, Pierre Sola, le 20 juin 1869. La construction de l'aménagement de l'église est terminée le 29 juin 1872.
En 1866, la cloche de 322 kg « Anne Marie Rose » est fondue par Jacob Holtzer, et installée dans le clocher de « l'église Sainte-Anne Faubourg de Bône » en Algérie française. En 1962, l'église étant transformée en mosquée, Tourrette-Levens se porte volontaire pour rapatrier la cloche et l'installer dans son église en 1974.
L'église a été restaurée à partir de 1999. Les travaux de la seconde restauration ont été inaugurés en 2004.
L'église a été inscrite à l'Inventaire supplémentaire des Monuments historiques le 15 septembre 1937.